# 自照文学
自照文学（じしょうぶんがく）とは、日記・随筆などのように、自己反省・自己観察の精神から生活体験を主観的に叙述した文学。
『蜻蛉日記』がその代表例であり嚆矢となった。『土佐日記』と異なり、日々の記録というよりは自己の内面を鋭く見つめるものである。
『蜻蛉日記』のあとには『和泉式部日記』『紫式部日記』『更級日記』と続く。これは蜻蛉日記が女流文学の方向性を定めたとも考えることができる。